# 里德冰原島峰
74°49′S 161°58′E / 74.817°S 161.967°E
里德冰原島峰（英語：Reed Nunataks），是南極洲的冰原島峰，位於維多利亞地的斯科特海岸，處於漢森冰原島峰以西11公里的里維斯冰川和拉森冰川之間，美國地質調查局根據測量和該國海軍的空中照片繪入地圖，現時由南極條約體系管理。